# Voortrekker
I voortrekker (afrikaans per pionieri o avanguardia, letteralmente "quelli che vanno avanti") erano contadini afrikaner bianchi (allora conosciuti come boeri), che negli anni 1830 e 1840 emigrarono dalla Colonia del Capo, controllata ormai dai britannici, alla zona a nord del fiume Orange, un tempo abitata da popolazioni nere. I voortrekker erano principalmente dei discendenti dei trek-boer (coltivatori migranti) che vivevano sulla frontiera orientale del Capo.

## Le guerre con gli Zulu

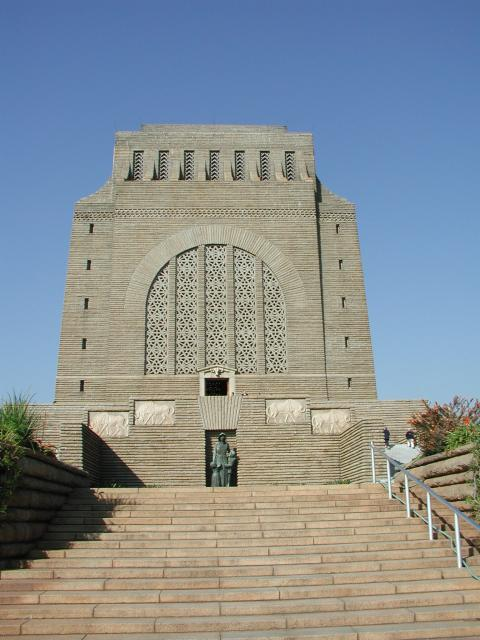
Il monumento ai Voortrekker costruito nel 1949

Un contingente di voortrekker migrò nel Natal e negoziò un trattato territoriale con il re Zulu Dingane. Dopo un ripensamento Dingane ingannò i voortrekker, uccidendo i loro capi Piet Retief e Gerhard Maritz, assieme a metà dei coloni che li avevano seguiti nel Natal.
Andries Pretorius riempì il vuoto nella leadership e vendicò le uccisioni nella famosa battaglia di Blood River, combattuta il 16 dicembre 1838, dove il locale contingente di voortrekker sconfisse i guerrieri zulu che pure erano in grande soprannumero. Questa data è da allora nota come il giorno del voto, in quanto i voortrekker fecero voto a Dio che avrebbero onorato la data se fossero stati liberati da quelli che apparivano come ostacoli insormontabili. La Repubblica di Natalia, fondata nel 1839, sarebbe in seguito stata annessa dal Regno Unito nel 1843.
Il conflitto armato, dapprima contro gli Ndebele di Mzilikazi e poi contro gli Zulu di Dingane, volse in favore dei voortrekker principalmente grazie alla superiorità tecnologica dei loro fucili ad avancarica. Questo successo portò alla fondazione di diverse piccole repubbliche boere, che lentamente si fusero nello Stato Libero dell'Orange e nella Repubblica del Transvaal. Questi due Stati sarebbero sopravvissuti fino alla loro annessione al Regno Unito, avvenuta nel 1900 durante le guerre boere.

## Monumenti
I voortrekker sono commemorati con il monumento ai voortrekker situato su Monument Hill, che sovrasta Pretoria. Questa città è l'ex capitale della Repubblica del Transvaal, nonché l'attuale e storica capitale amministrativa del Sudafrica, e prende il nome dal capo dei voortrekker, Andries Pretorius.